# 벨리에줄무늬풀밭쥐
벨리에줄무늬풀밭쥐(Lemniscomys bellieri)는 쥐과에 속하는 설치류의 일종이다. 부르키나 파소와 코트디부아르, 가나, 기니에서 발견되며, 시에라리온에서도 서식하는 것으로 추정된다. 자연 서식지는 일반적으로 건조 사바나 지역이다.